# Ouran High School Host Club
Ouran High School Host Club (桜蘭高校ホスト部 Ōran kōkō hosuto kurabu?, literalmente, ‘Club de anfitriones de la escuela secundaria Ōran’) es una serie de manga escrita e ilustrada por Bisco Hatori. Fue serializada en la revista LaLa de Hakusensha desde el 22 de septiembre de 2002 hasta noviembre de 2010. La serie se centra en Haruhi Fujioka, una estudiante becada de la prestigiosa academia Ōran, y en los otros miembros del club de anfitriones de dicha escuela. La comedia se basa en las relaciones dentro y fuera del club, además de ser conocida por satirizar los clichés y estereotipos del manga shōjo.
La popularidad del manga llevó a que este fuera adaptado a diversos medios. Una adaptación a serie de anime producida por el estudio Bones y dirigida por Takuya Igarashi salió al aire en Japón el 4 de abril de 2006 y finalizó el 30 de septiembre de ese año, con un total de veintiséis episodios. También ha sido adaptado a un dorama, una película de imagen real, un radiodrama y a una novela visual por Idea Factory.
Ouran High School Host Club es una parodia de la cultura otaku, así como del travestismo, en el que a menudo se ven envueltos los personajes. El club tiende a vestirse con trajes extravagantes, mientras que el personaje de Renge Hōshakuji también se identifica como una otaku. Rose Bridges, de Anime News Network, considera a Ōran como el primer ejemplo de una comedia fujoshi con un elenco compuesto en su mayoría por personajes masculinos que abastecen las necesidades de las fujoshi. En diciembre de 2011, la serie contaba con más de trece millones de ejemplares en circulación.

## Argumento
Haruhi Fujioka es una estudiante becada en la prestigiosa Academia Ouran, una escuela secundaria ficticia para niños ricos ubicada en Bunkyō, Tokio. Buscando un lugar tranquilo en el cual estudiar, Haruhi tropieza con el club de anfitriones de dicha escuela, un grupo de seis estudiantes varones que se reúnen para entretener a sus «clientas». Durante el encuentro, Haruhi accidentalmente tropieza y rompe un florero antiguo valorado en 8 000 000 ¥ (80 000 $, de acuerdo con la traducción oficial de Viz Media). Para pagar el costo del florero, se le dice que debe trabajar en el club como el chico de los recados. Sin embargo, la apariencia ambigua de Haruhi hace que sea confundida por los miembros como un estudiante varón y termina por convertirse en uno de los anfitriones del club, luego de que notasen que sabía como entretener a las chicas. Haruhi acepta convertirse en anfitrión debido a que piensa que esto le ayudará a pagar su deuda más rápido. Los miembros del club descubren su verdadero sexo uno por uno, pero mantienen este hecho en secreto.
La academia abarca desde jardín de infantes hasta la secundaria, además de tener un programa universitario adjunto. La mayoría de los estudiantes provienen de familias adineradas, pero anualmente es otorgada una beca a quien obtenga la mayor calificación en el riguroso examen de ingreso. Haruhi es una de estos estudiante becados. El lema no oficial de la escuela es «El linaje viene primero, la riqueza va segundo», lo que significa que estudiantes con linajes familiares estelares pero de bajo nivel socioeconómico pueden recibir la máxima prioridad sobre los que provienen de familias ricas pero con linajes menores.
Además de Haruhi, los otros miembros del club de anfitriones incluyen al presidente Tamaki Suoh, al vicepresidente Kyōya Ōtori, los gemelos idénticos Hikaru y Kaoru Hitachiin, Mitsukuni «Honey» Haninozuka y a su primo, Takashi «Mori» Morinozuka. Tamaki ejerce el rol del anfitrión encantador y apuesto, con una tasa de solicitudes del 70 %, por lo que ostenta el título de «Rey». Sin embargo, Kyōya es quien dirige el club entre bastidores manteniendo una fachada encantadora. Los gemelos Hitachiin, quienes comparten clases con Haruhi, utilizan el «amor fraternal prohibido» para cautivar a los clientes. Honey proviene de una distinguida familia de artistas marciales, pero interpreta el papel de un niño inocente que tiene una gran pasión por los animales de felpa y los dulces, mientras que Mori es su protector estoico y silencioso, con una apariencia feroz pero de corazón bondadoso. Todos los personajes son parodias de los personajes típicos del manga shōjo, con Haruhi interpretando el tipo «natural», Tamaki el tipo «principesco», Kyōya como el tipo «genial», los gemelos Hitachiin como los «diabólicos», Honey como el tipo «infantil» y Mori como el tipo «fuerte y silencioso».

## Media

### Manga
Ouran High School Host Club fue serializado en Japón en la revista LaLa de Hakusensha entre septiembre de 2002 y noviembre de 2010. Los capítulos individuales fueron recopilados en 18 volúmenes tankōbon entre el 5 de agosto de 2003 y el 5 de abril de 2011.En 2009, Hakusensha lanzó un libro de arte titulado Ōran Kōkō Hosuto Kurabu Fanbukku: Uki Doki Kōryaku Daisakusen. El manga ha sido licenciado en Estados Unidos por Viz Media bajo su sello, Shojo Beat. En Singapur es publicada por la editorial Chuang Yi mientras que en Polonia por JPF.

### Anime
Una adaptación a serie de anime producida por el estudio Bones se emitió en Japón desde el 4 de abril al 30 de septiembre de 2006 por Nippon Television. El anime fue dirigido por Takuya Igarashi y escrito por Yōji Enokido, con diseño de personajes y animación de Kumiko Takahashi. También cuenta con un elenco diferente de los dramas, con Maaya Sakamoto en el papel de Haruhi Fujioka y Mamoru Miyano retratando a Tamaki Suou.
La serie ha sido licenciada para su distribución en Norteamérica por Funimation. Caitlin Glass fue la directora del doblaje para la serie. El primer DVD del anime con los primeros trece episodios fue lanzado en Estados Unidos el 28 de octubre de 2008. El segundo volumen, el cual contiene los últimos trece episodios, fue lanzado el 6 de enero de 2009. El 27 de abril de 2009, la serie hizo su debut en la televisión norteamericana en el Toku. A finales de 2024, REMOW adquirió los derechos de transmisión de la serie en América Latina y fue transmitido por Anime Onegai el 20 de diciembre junto con su doblaje latino.

### Película
La cadena de televisión japonesa TBS junto a la revista LaLa anunció una película de imagen real de la serie, siendo estrenada en julio de 2011. Fue protagonizada por Haruna Kawaguchi y Yūsuke Yamamoto en los papeles de Haruhi y Tamaki, respectivamente.